# Val-Suran
Val-Suran – gmina we Francji, w regionie Burgundia-Franche-Comté, w departamencie Jura. W 2013 roku liczba ludności wynosiła 831 mieszkańców. 
Gmina została utworzona 1 stycznia 2017 roku z połączenia czterech ówczesnych gmin: Bourcia, Louvenne, Saint-Julien oraz Villechantria. Siedzibą gminy została miejscowość Saint-Julien.